# 阿列克谢·阿拉克切耶夫

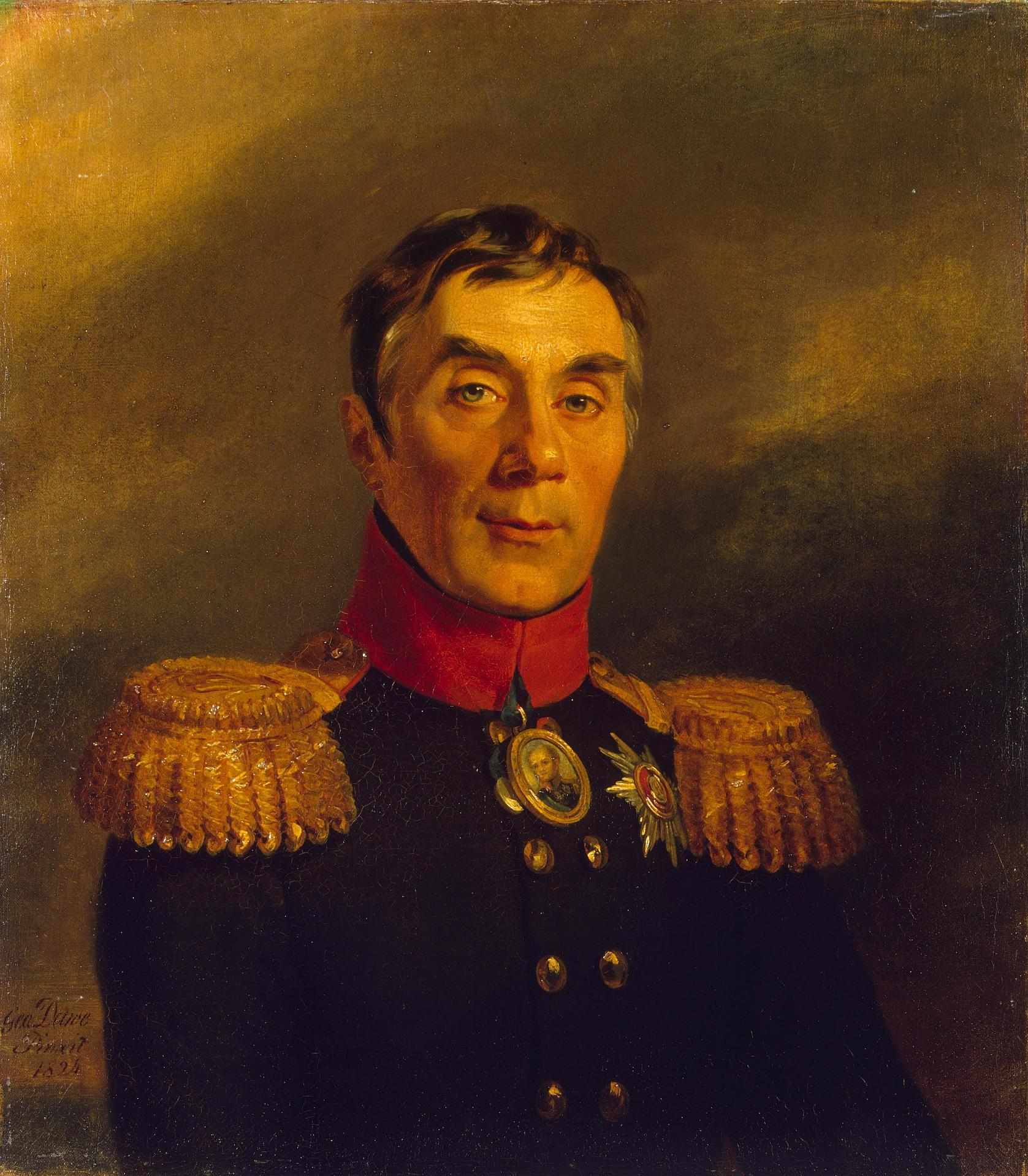
阿列克谢·阿拉克切耶夫的画像 (1824年)

阿列克谢·阿拉克切耶夫（俄语：граф Алексе́й Андре́евич Аракче́ев，1769年10月4日—1834年5月3日），是俄罗斯帝国时期陆军将领和政治家。阿拉克切耶夫是沙皇亚历山大一世在位期间的权势人物，他作为战争大臣所推进的军事改革卓有成效，任内在军队推行了“1805年火炮系统”。尼古拉一世继位后，他随即失宠并被流放到大诺夫哥罗德。